# Dufour Yachts

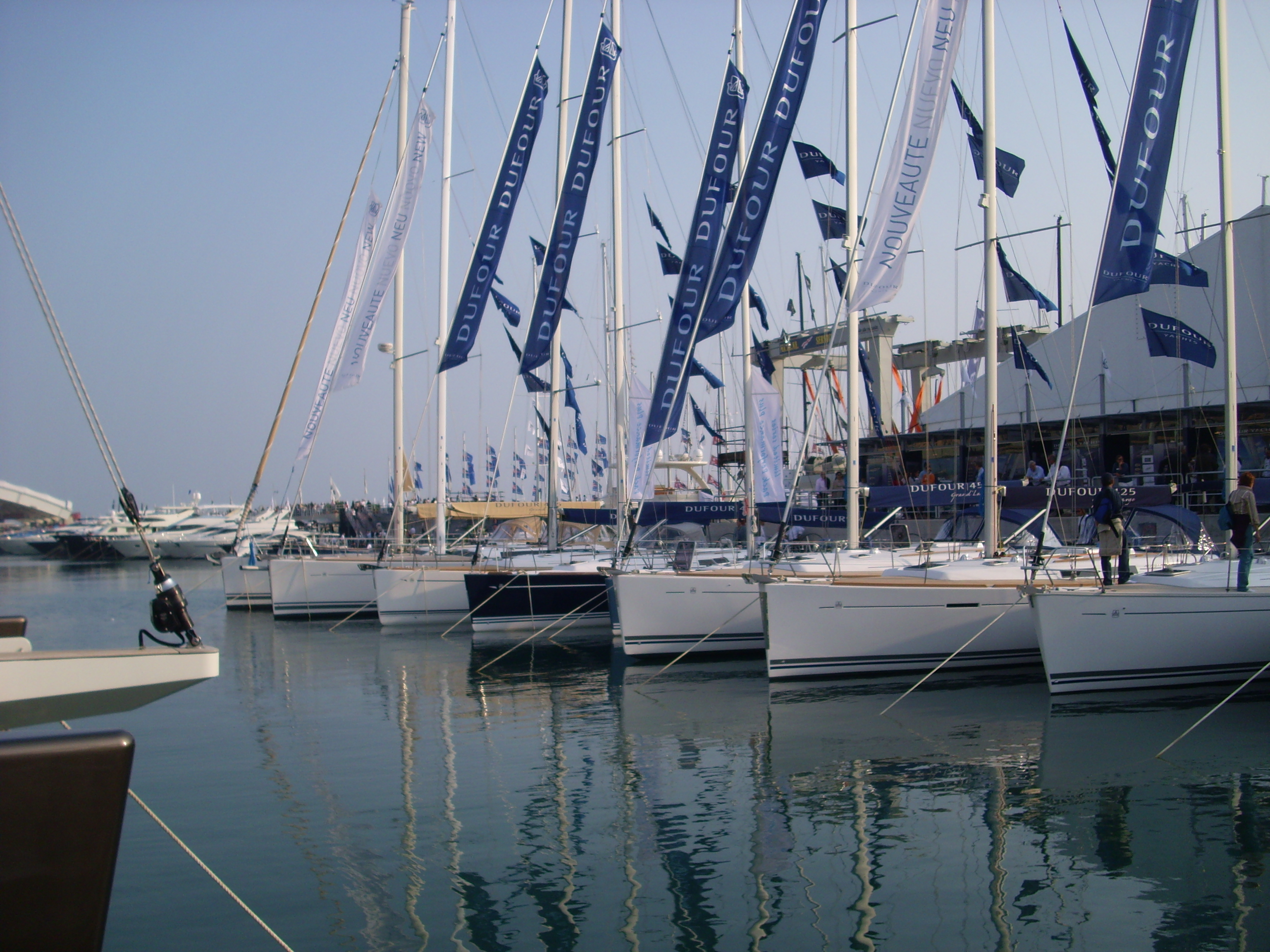
Dufour bei der 47. Internationalen Bootsausstellung Genua, Italien 2007

Dufour Yachts ist ein französischer Segelboot- und Segelyachthersteller. Das Unternehmen mit Sitz in der westfranzösischen Hafenstadt La Rochelle wurde im Jahr 1964 vom Schiffbauingenieur Michael Dufour gegründet.
1973 wurde Dufour als Frankreichs führender Produktionsbootsbauer mit dem französischen Exportpreis ausgezeichnet. 2003 wurde die Dufour 40 in Frankreich zum Boot des Jahres 2003 gekürt. Zusätzlich wurde die Dufour 34 bei der „boot Düsseldorf“ zur Europäischen Yacht des Jahres in der Kategorie unter 30 Fuß gekürt. 1988 segelte Gudrun Calligaro als erste deutsche Frau einhand mit einer Dufour Arpèrge um die Welt.
1990 wurde Dufour gemeinsam mit Grand Soleil von der Bavaria Yachtbau übernommen, später aber wieder selbständig.

## Aktuelle Modelle
- Dufour 36 Performance (2011)
- Dufour 40 Performance
- Dufour 45 Performance
- Dufour 310 Grand Large  (2013)
- Dufour 335 Grand Large  (2010)
- Dufour 380 Grand Large  (2012)
- Dufour 410 Grand Large  (2013)
- Dufour 450 Grand Large (2012)
- Dufour 500 Grand Large (2012)
- Dufour 560 Grand Large (2014)

## Frühere Modelle
- Dufour Arpege
- Dufour T6 und T7
- Dufour Sortilege 41
- Dufour Sylphe
- Dufour 1800
- Dufour 24
- Dufour 25
- Dufour 27
- Dufour 29
- Dufour 31
- Dufour 34
- Dufour 35
- Dufour 34 Performance
- Dufour 44 Performance
- Dufour Classic 30
- Dufour Classic 32
- Dufour Classic 35
- Dufour Classic 36
- Dufour Classic 38
- Dufour Classic 41
- Dufour Classic 43
- Dufour Classic 50
- Dufour 40 Performance
- Dufour 34e
- Dufour 325 Grand Large
- Dufour 365 Grand Large
- Dufour 375 Grand Large
- Dufour 405 Grand Large
- Dufour 445 Grand Large
- Dufour 425 Grand Large
- Dufour 455 Grand Large
- Dufour 485 Grand Large
- Dufour 525 Grand Large